# Cedric Maxwell
Cedric Brian Maxwell (Kinston, 21 novembre 1955) è un ex cestista e allenatore di pallacanestro statunitense.
Soprannominato "Max" e "Cornbread", giocò per 11 stagioni nella NBA, mettendosi in luce soprattutto ai Boston Celtics.

## Carriera

### College
Maxwell era una star negli UNC Charlotte, nella sua carriera nel college, guadagnò la 6ª posizione nei miglior realizzatori di tutti i tempi e la sua maglia numero 33, venne ritirata nel 1977. Nello stesso anno venne preso come 12ª scelta nel draft NBA del 1977 dai Boston Celtics, squadra in cui giocherà per otto stagioni.

### NBA
Mentre i Boston Celtics erano intenti a cercare di ingaggiare il talento Larry Bird, l'ala grande Maxwell, nel suo secondo anno nella NBA mise a tabellino 19 punti e 9,9 rimbalzi per partita. Cedric, oltre ad essere un efficente realizzatore, riuscì ad alzare il livello nei playoff. Maxwell fu nominato nel 1981 MVP delle finali NBA. Tre anni dopo, contro i Los Angeles Lakers mise a segno 24 punti decisivi nella gara-7. Prima della gara disse ai suoi compagni "Climb on my back, boys" ovvero "Salite sulle mie spalle, ragazzi".
Il 6 settembre 1985 fu ceduto ai Los Angeles Clippers in cambio del centro Bill Walton. Rimase a Los Angeles per una stagione e mezza prima di andare agli Houston Rockets, in cambio di due scelte al draft, nel gennaio del 1987.
Il 6 ottobre 1988 fu scambiato dai Rockets per Jim Grandholm dei Washington Bullets, non scenderà però mai in campo con la franchigia della capitale.
Si ritirò nel 1988 dopo aver segnato 10 465 punti e aver preso 5 261 rimbalzi nel corso delle sue 11 stagioni con medie di 12,5 punti e 6,3 rimbalzi a partita.

## Dopo il ritiro
Il 15 dicembre 2003 i Boston Celtics ritirarono la sua maglia numero 31.
Ora è un conduttore radio della WRKO a Boston, dove fa la telecronaca per le partite dei Boston Celtics insieme a Sean Grande. Vive a Weston (Massachusetts).

## Statistiche
| † | Denota una stagione in cui ha vinto il titolo NBA |
| * | Primo nella lega                                  |
| * | Record                                            |

### NBA

#### Regular Season
| Anno       | Squadra         | PG  | PT  | MP   | TC%   | 3P%  | TL%  | RP  | AP  | PRP | SP  | PP   |
| ---------- | --------------- | --- | --- | ---- | ----- | ---- | ---- | --- | --- | --- | --- | ---- |
| 1977-1978  | Boston Celtics  | 72  | -   | 16,8 | 53,8  | -    | 75,2 | 5,3 | 0,9 | 0,7 | 0,7 | 7,3  |
| 1978-1979  | Boston Celtics  | 80  | -   | 37,1 | 58,4* | -    | 80,2 | 9,9 | 2,9 | 1,2 | 0,9 | 19,0 |
| 1979-1980  | Boston Celtics  | 80  | 80  | 34,3 | 60,9* | -    | 78,7 | 8,8 | 2,5 | 1,0 | 0,8 | 16,9 |
| 1980-1981† | Boston Celtics  | 81  | 81  | 33,7 | 58,8  | 0,0  | 78,2 | 6,5 | 2,7 | 1,0 | 0,8 | 15,2 |
| 1981-1982  | Boston Celtics  | 78  | 73  | 33,2 | 54,8  | 0,0  | 74,7 | 6,4 | 2,3 | 1,0 | 0,6 | 14,8 |
| 1982-1983  | Boston Celtics  | 79  | 71  | 28,5 | 49,9  | 0,0  | 81,2 | 5,3 | 2,4 | 0,8 | 0,5 | 11,9 |
| 1983-1984† | Boston Celtics  | 80  | 78  | 31,3 | 53,2  | 16,7 | 75,3 | 5,8 | 2,6 | 0,8 | 0,3 | 11,9 |
| 1984-1985  | Boston Celtics  | 57  | 51  | 26,2 | 53,3  | 0,0  | 83,1 | 4,2 | 1,8 | 0,6 | 0,3 | 11,1 |
| 1985-1986  | L.A. Clippers   | 76  | 72  | 32,3 | 47,5  | 0,0  | 79,5 | 8,2 | 2,8 | 0,8 | 0,4 | 14,1 |
| 1986-1987  | L.A. Clippers   | 35  | 31  | 32,3 | 51,9  | -    | 77,6 | 7,2 | 3,5 | 0,7 | 0,3 | 13,6 |
| 1986-1987  | Houston Rockets | 46  | 0   | 18,2 | 54,8  | 0,0  | 77,3 | 4,0 | 1,6 | 0,3 | 0,1 | 7,2  |
| 1987-1988  | Houston Rockets | 71  | 0   | 11,9 | 46,8  | 0,0  | 76,9 | 2,5 | 0,8 | 0,3 | 0,2 | 3,8  |
| Carriera   | Carriera        | 835 | 537 | 28,5 | 54,6  | -    | 78,4 | 6,3 | 2,2 | 0,8 | 0,5 | 12,5 |

#### Playoffs
| Anno     | Squadra         | PG  | PT | MP   | TC%   | 3P% | TL%  | RP   | AP  | PRP | SP  | PP   |
| -------- | --------------- | --- | -- | ---- | ----- | --- | ---- | ---- | --- | --- | --- | ---- |
| 1980     | Boston Celtics  | 9   | -  | 35,6 | 63,4* | -   | 75,4 | 10,0 | 2,1 | 0,6 | 1,1 | 18,2 |
| 1981†    | Boston Celtics  | 17  | -  | 35,2 | 58,0  | -   | 81,8 | 7,4  | 2,7 | 0,7 | 0,9 | 16,1 |
| 1982     | Boston Celtics  | 12  | -  | 32,1 | 51,7  | -   | 71,4 | 7,3  | 2,2 | 1,5 | 0,9 | 14,5 |
| 1983     | Boston Celtics  | 7   | -  | 35,1 | 52,7  | -   | 84,2 | 7,3  | 3,3 | 0,6 | 0,6 | 12,9 |
| 1984†    | Boston Celtics  | 23* | -  | 32,7 | 50,3  | 0,0 | 77,9 | 5,2  | 2,4 | 1,0 | 0,3 | 11,9 |
| 1985     | Boston Celtics  | 20  | 0  | 11,9 | 48,8  | -   | 79,1 | 2,4  | 0,4 | 0,5 | 0,1 | 3,8  |
| 1987     | Houston Rockets | 10  | 0  | 17,7 | 52,9  | 0,0 | 74,3 | 3,3  | 1,7 | 0,4 | 0,0 | 6,2  |
| 1988     | Houston Rockets | 4   | 0  | 3,8  | 50,0  | -   | -    | 0,3  | 0,3 | 0,0 | 0,0 | 0,5  |
| Carriera | Carriera        | 102 | 0  | 26,8 | 54,5  | 0,0 | 77,7 | 5,4  | 1,9 | 0,7 | 0,5 | 10,9 |

#### Massimi in carriera
- Massimo di punti: 35 vs New York Knicks (17 gennaio 1979)
- Massimo di rimbalzi (documentati): 16 (6 volte)
- Massimo di assist (documentati): 10 vs Indiana Pacers (31 marzo 1988)
- Massimo di rubate (documentate): 6 vs Phoenix Suns (18 gennaio 1981)
- Massimo di stoppate (documentate): 4 (2 volte)

## Palmarès
- Campionato NBA: 2

Boston Celtics: 1981, 1984
- NBA Finals MVP (1981)
- MVP NIT (1976)
- 2 volte migliore nella percentuale di tiro NBA (1979, 1980)

## Record
- Unico giocatore nella storia dell'NBA ad aver vinto il premio come MVP delle finals senza essere stato nominato nella Hall of Fame dell'NBA, pur avendo accumulato gli anni necessari di ritiro per entrarvici.
- Unico vincitore del premio di MVP delle finals NBA a non aver mai partecipato all'All Star Game della NBA.